# Тальма (деревня)
Тальма — деревня в Качугском районе Иркутской области России. Входит в состав Белоусовского муниципального образования. Находится примерно в 51 км к северо-западу от районного центра.

## Топонимика
Название Тальма происходит от эвенкийского талима — солонцовая.

## Население
По данным Всероссийской переписи, в 2010 году в деревне не было постоянного населения.

## Известные уроженцы
Деревня является родиной писателя Алексея Ивановича Шеметова.